# Nissan 280ZX

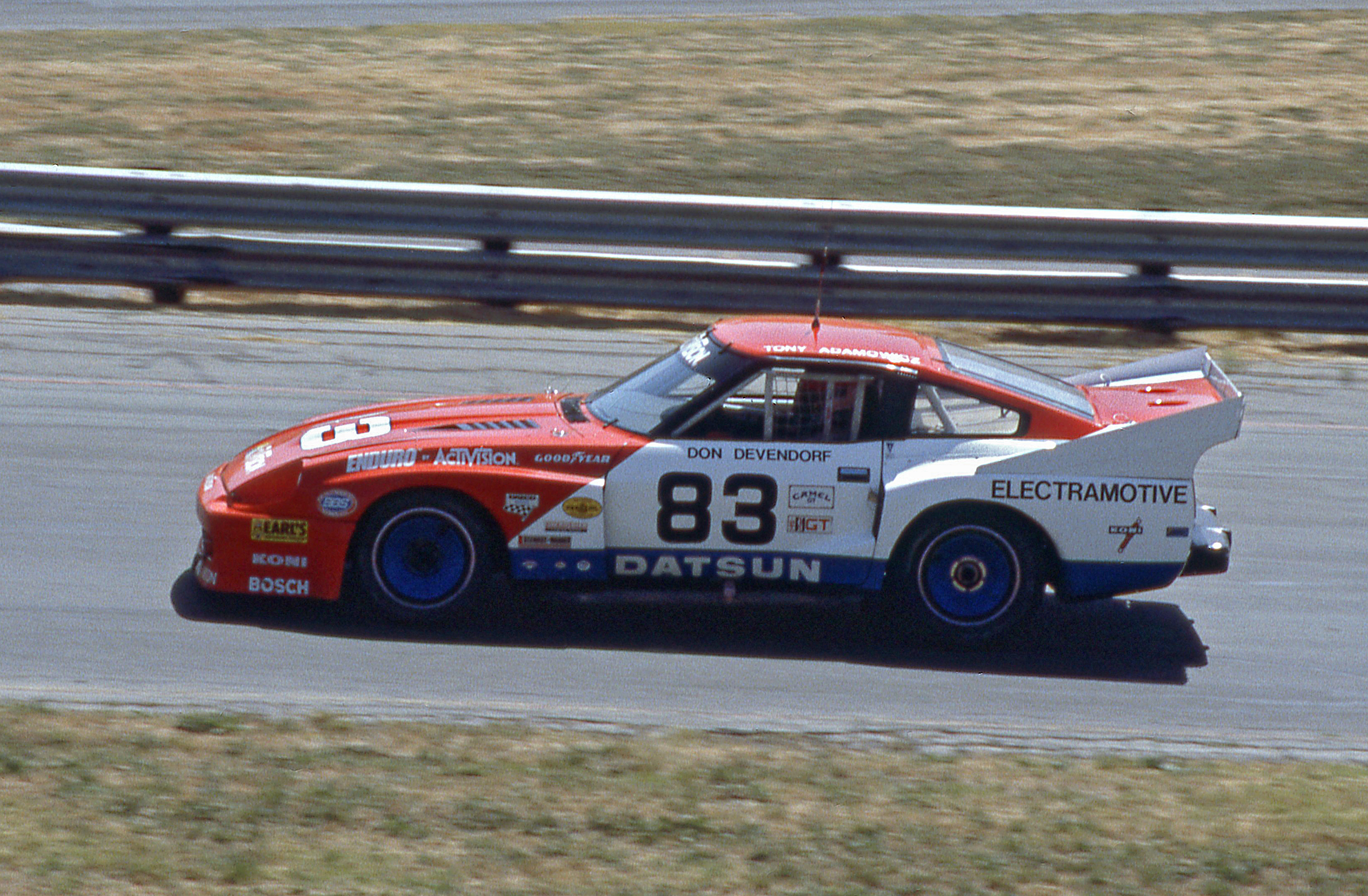
Datsun 280ZX (S130) в гонках

Datsun/Nissan 280ZX (заводський індекс S130) — спортивний автомобіль японської компанії Nissan. На внутрішньому японському ринку автомобіль продовжував іменуватися «Fairlady». 280ZX мав 2,0-літрові рядні шестициліндрові двигуни, і вперше з'явився в 1978 році.
Єдине, що залишилося незмінним у порівнянні з попередніми 280Z, була 5-ступінчаста механічна коробка передач і 2,8-літровий рядний шестициліндровий двигун L28, в той час як весь автомобіль в цілому був зроблений більш розкішним, щоб задовольняти зростаючі запити споживачів. Основні зміни нового покоління включають T-top, що з'явився в 1980 році, і модель з турбонаддувом, що з'явилася в 1981 році. У поєднанні з 3-ступінчастою автоматичною або 5-ступінчастою механічною коробкою передач, модель з турбонаддувом здатна розвинути потужність 180 к.с. (130 кВт) і 275 Нм крутного моменту.
Примітною моделлю була приурочена до десятого ювілею версія, з золотими емблемами, золотими колісними легкосплавними дисками, і в двох забарвленнях кузова червоний і чорний, з шкіряними сидіннями, омивачами фар і автоматичним клімат-контролем.
280ZX була дуже популярна, зафіксовані рекордні продажі — 86 007 одиниць тільки за перший рік. У той час як, з одного боку, були позитивні відгуки щодо рівня комфорту і потужності, багато нарікали на відсутність задоволення від водіння. Проблема буде вирішена в наступній моделі Nissan 300ZX, що була створеному з чистого аркуша.

## Двигуни
- 2.0 л L20E Р6
- 2.0 л L20ET turbo Р6
- 2.8 л L28E Р6
- 2.8 л L28ET turbo Р6